# Івата Моріхіро
Іва́та Моріхі́ро (яп. 岩田 守弘, いわた もりひろ, нар. 6 жовтня 1970) — японський танцюрист, балерун, хореограф. Соліст російського Большого тєатра (1996—2012). Директор балетної трупи Бурятського державного академічного театру опери і балету, Російська Федерація (з 2012). Переможець багатьох балетних конкурсів. Нагороджений російськими і японськими урядовими нагородами. 2015 року виступав у підконтрольному терористам Донецьку під час українсько-російської війни. Зарахований Міністерством культури України до переліку осіб, які створюють загрозу нацбезпеці України.

## Життєпис
Народився у Йокогамі, Канаґава, Японія. З 1979 року навчався у балетній школі Івата. 1988 року здобув 1-ше місце серед юніорів на Всеяпонському балетному конкурсі. З 1988 року стажувався протягом 2 років у Радянській балетній академії. Від січня 1990 року навчався у Московській державній балетній академії під керівництвом Олександра Бондаренка. 1991 року зайняв 3-е місце серед юніорів на міжнародному конкурсі Джексона (Jackson International Ballet Competition). У жовтні 1991 року поступив до трупи Російського державного балету. 1992 року отримав гран-прі на Пермському конкурсі балерунів. 1995 року як соліст здобув золоту медаль на Московському міжнародному балетному конкурсі. 1995 року став стажером Большого театру, з 1996 року — солістом, з 2003 — першим солістом (перший іноземець удостоєний цього посту). 2001 року здобув гран-прі на Міжнародному конкурсі балерунів пам'яті Джорджа Баланчина. 7 жовтня 2011 року оголосив про закінчення 17-річної кар'єри у Большому театрі; 17 липня 2012 року дав у ньому урочистий концерт з нагоди своєї відставки. У вересні 2012 року став мистецьким директором балетної трупи Бурятського державного академічного театру опери і балету. Низькорослий, зріст — 166 см.

## Українсько-російська війна 2014
Виступив пособником російських інтервентів під час українсько-російської війни, що ведеться з 2014 року. У листопаді 2015 року незаконно порушив кордон України, прибувши на фестиваль «Зірки світового балету», що відбувся у «Донбас Опері», на території підконтрольний терористичній організації «Донецька Народна Республіка».. Внесений Міністерством культури України до переліку осіб, які створюють загрозу нацбезпеці України.

## Нагороди
Нагороджений російським Орденом Дружби (листопад 2009), мистецькою премією Міністерства культури Японії (березень 2010), премією Кабінету міністрів Японії «Японці, що прославляють Японію в світі» (2012)

## Сім'я
- Батько: Івата, директор балетної школи Івата (Йокогама)
- Дружина: Ольга Івата[12][13], росіянка, артист балету, педагог-хореограф. Випускниця Пермського державного хореографічного училища (1986), Російської академії театрального мистецтва (2001). Кандидат педагогічних наук (2009, захистила дисертацію «Организационно-педагогические условия преподавания классического балета в хореографических студиях Японии», Московська державна академія хореографії).
- Діти: 2 доньки.